# Kanton Allauch
Der Kanton Allauch ist ein französischer Wahlkreis im Département Bouches-du-Rhône in der Region Provence-Alpes-Côte d’Azur. Er umfasst zehn Gemeinden. Der 1973 geschaffene Kanton wurde im Rahmen der landesweiten Neuordnung der französischen Kantone im Frühjahr 2015 mit dem Kanton Roquevaire bis auf die Gemeinde Roquevaire, die zum Kanton Aubagne kam, vereinigt.

## Gemeinden
Der Kanton besteht aus zehn Gemeinden mit insgesamt 74.091 Einwohnern (Stand: 1. Januar 2022) auf einer Gesamtfläche von 161,54 km²:
| Gemeinde        | Einwohner 1. Januar 2022 | Fläche km² | Dichte Einw./km² | Code INSEE | Postleitzahl | Arrondissement  |
| --------------- | ------------------------ | ---------- | ---------------- | ---------- | ------------ | --------------- |
| Allauch         | 21.404                   | 50,30      | 426              | 13002      | 13190        | Marseille       |
| Auriol          | 12.986                   | 44,64      | 291              | 13007      | 13390        | Marseille       |
| Belcodène       | 1.978                    | 12,97      | 153              | 13013      | 13720        | Marseille       |
| Cadolive        | 2.219                    | 4,18       | 531              | 13020      | 13950        | Marseille       |
| Gréasque        | 4.469                    | 6,15       | 727              | 13046      | 13850        | Aix-en-Provence |
| La Bouilladisse | 6.447                    | 12,61      | 511              | 13016      | 13720        | Marseille       |
| La Destrousse   | 4.023                    | 2,93       | 1.373            | 13031      | 13112        | Marseille       |
| Peypin          | 5.612                    | 13,35      | 420              | 13073      | 13124        | Marseille       |
| Plan-de-Cuques  | 11.504                   | 8,52       | 1.350            | 13075      | 13380        | Marseille       |
| Saint-Savournin | 3.449                    | 5,89       | 586              | 13101      | 13119        | Marseille       |
| Kanton Allauch  | 74.091                   | 161,54     | 459              | 1303       | –            | –               |

Bis zur landesweiten Reduzierung und Neuordnung der Kantone im Jahr 2015 bestand der Kanton aus den zwei Gemeinden Allauch und Plan-de-Cuques, war 58,82 km2 groß und hatte vorher (Stand: 2012) 31.586 Einwohner, was einer Bevölkerungsdichte von 537 Einw./km2 entsprach. Er besaß vor 2015 einen anderen INSEE-Code als heute, nämlich 1335, und bestand aus folgenden Gemeinden:

## Politik
| Vertreter im Departementrat | Vertreter im Departementrat      | Vertreter im Departementrat |
| Amtszeit                    | Namen                            | Partei                      |
| --------------------------- | -------------------------------- | --------------------------- |
| 2015–                       | Bruno Genzana Véronique Miquelly | UD                          |